# Інгул (бойовий модуль)
«Інгул» — бойовий модуль розроблений Київським КП «Науково-технічний центр артилерійсько-стрілецького озброєння» (КП «НТЦ АСО») для модернізації існуючих зразків бойових колісних і гусеничних машин. Відмінними рисами модуля є його висока компактність при великій вогневої потужності, що дозволяє встановити його на машини легкого класу аж до БРДМ-2.
Як озброєння модуля використовується автоматична гармата ЗТМ-2 (або інша гармата, наприклад 2А42, 2А72) калібру 30 мм і спарений з нею кулемет, приклад КТ-7.62 мм (ПКТ).
Для управління вогнем на модулі застосовується оптико-телевізійний прицільний комплекс ОТП-20 «Циклоп-1», що включає телевізійну камеру і лазерний далекомір, стабілізатор СВУ-500 «Карусель» забезпечує високу точність стрільби під час руху. Модуль що не мешкають, наведення гармати здійснюється пі допомогою монітора на робочому місці оператора (командира) в корпусі бойової машини. Це забезпечує підвищену безпеку особового складу, меншу загазованість внутрішнього об'єму бойової машини.
Для пуску димових гранат встановлена система 902У «Туча». Для боротьби з важкими БТР і танками противника модуль оснащений пусковою установкою для протитанкових ракет, наприклад комплексу «Бар'єр» з ракетами Р-2 або інші за бажанням замовника.
Модуль може бути встановлений на БТР-70, БТР-80, БТР-7, БРДМ-2, БРДМ-2М а також патрульні катери з малою водотоннажністю.